# Ракша (Донецкая область)
Ракша (укр. Ракша) — село на Украине, находится в Добропольском районе Донецкой области.
Население по переписи 2001 года составляет 50 человек. Почтовый индекс — 85030. Телефонный код — 6277.

## Адрес местного совета
85030, Донецкая область, Добропольский район, с. Криворожье, ул. Советська, 101